# Foreign Correspondent
Foreign Correspondent (br: Correspondente estrangeiro; pt: Correspondente de Guerra) é um filme estadunidense de 1940, dos gêneros suspense e espionagem, dirigido por Alfred Hitchcock. A trilha sonora é de Alfred Newman.

## Sinopse

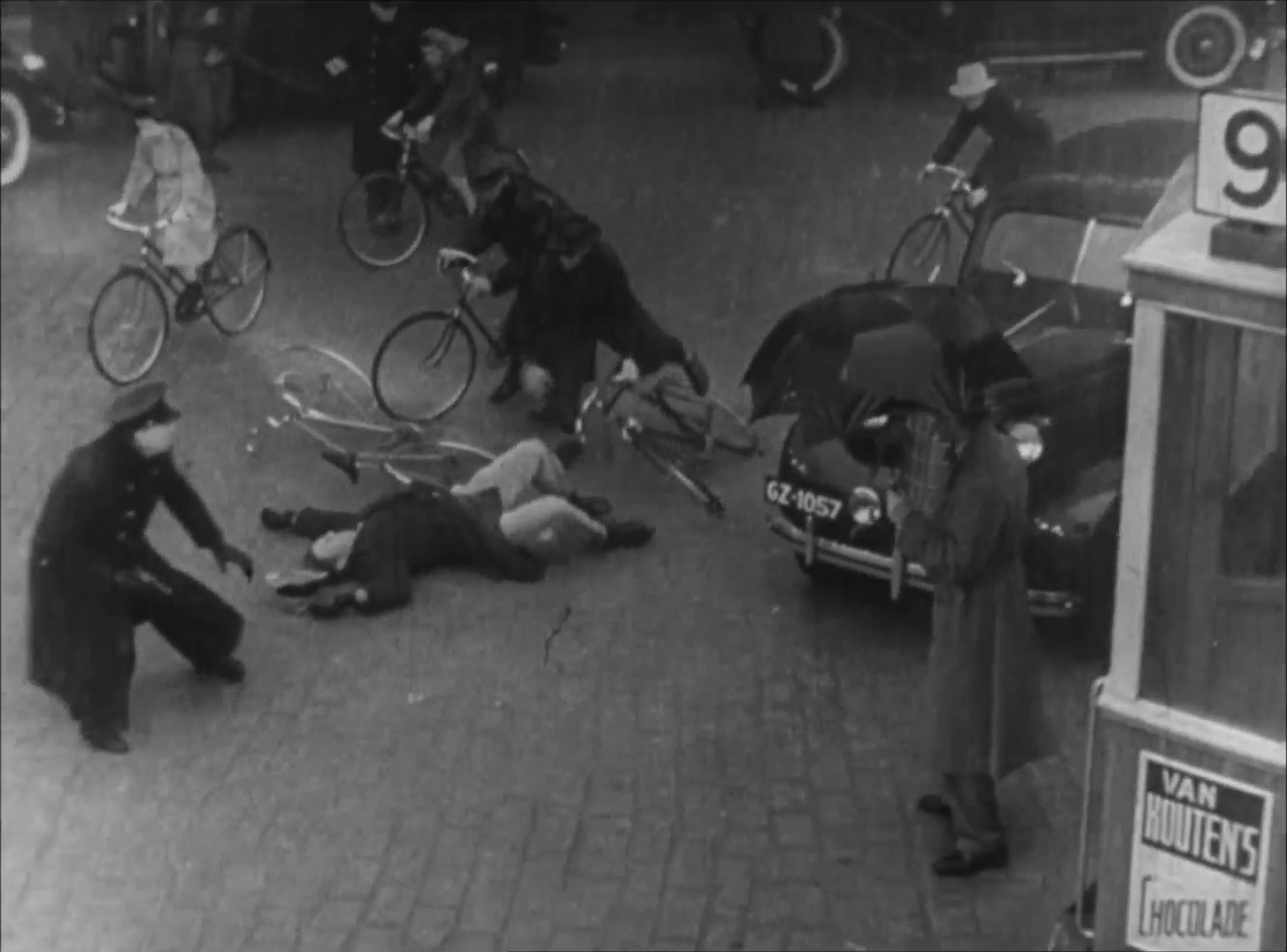
Cena do filme

Conta a história do repórter estadunidense que se envolve em um espionagem na Inglaterra, durante a segunda guerra mundial.
Johnny Jones é o correspondente de um jornal de Nova Iorque que viaja para a Europa usando o pseudônimo de Huntley Haverstock, quando a segunda guerra era uma realidade cada vez mais iminente. Inicialmente ele vai para Londres mas logo está em Amsterdã, onde juntamente com várias pessoas testemunha o assassinato de Van Meer, um diplomata holandês.
Logo ele toma consciência que quem morreu foi um sósia, e que Van Meer na verdade foi sequestrado por agentes do inimigo, que querem arrancar do diplomata importantes segredos. Assim sua situação fica desesperadora, pois sua história é em princípio absurda e, além disto, estão querendo matá-lo.

## Elenco

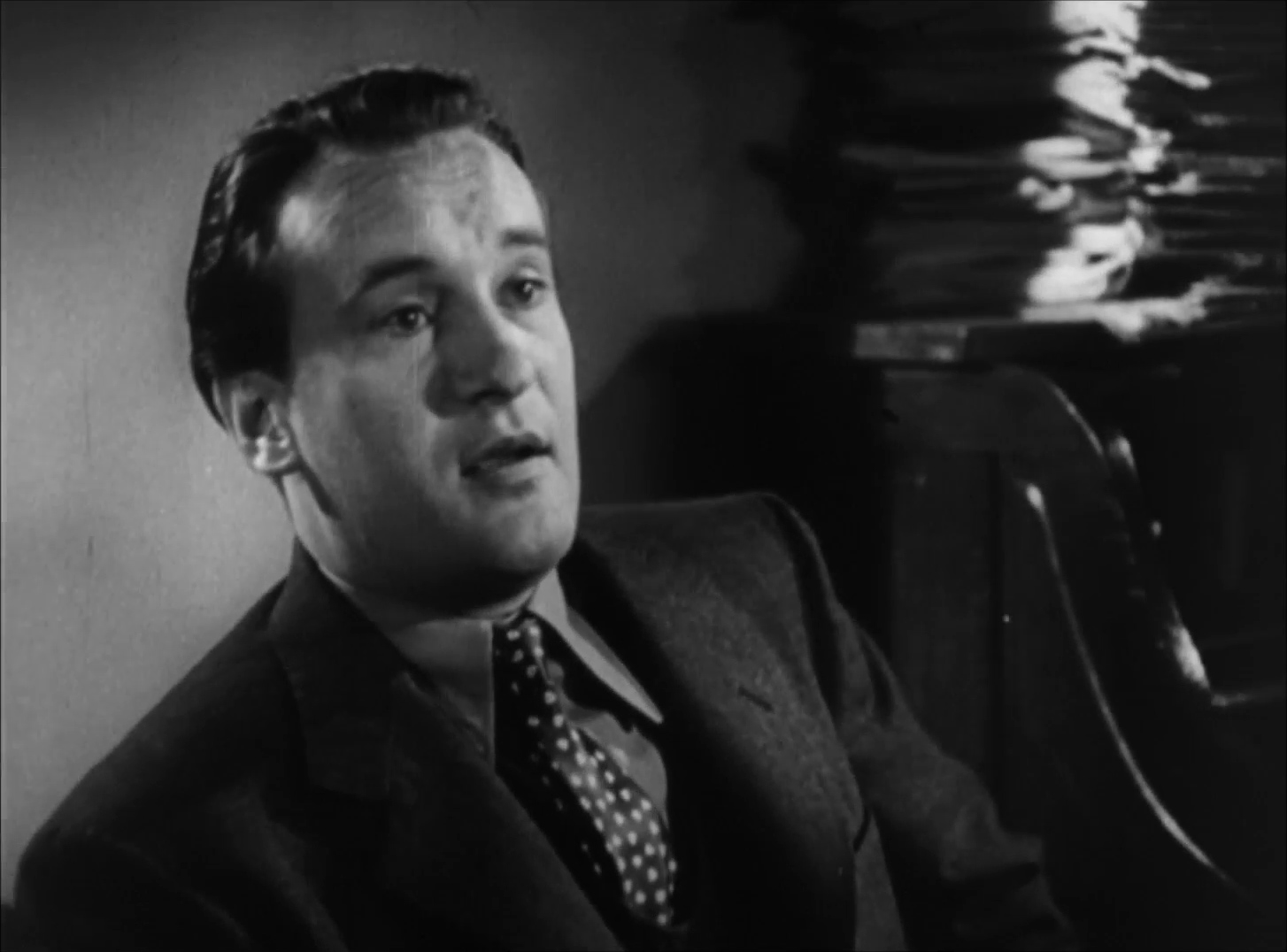
George Sanders como Scott Ffoliotti
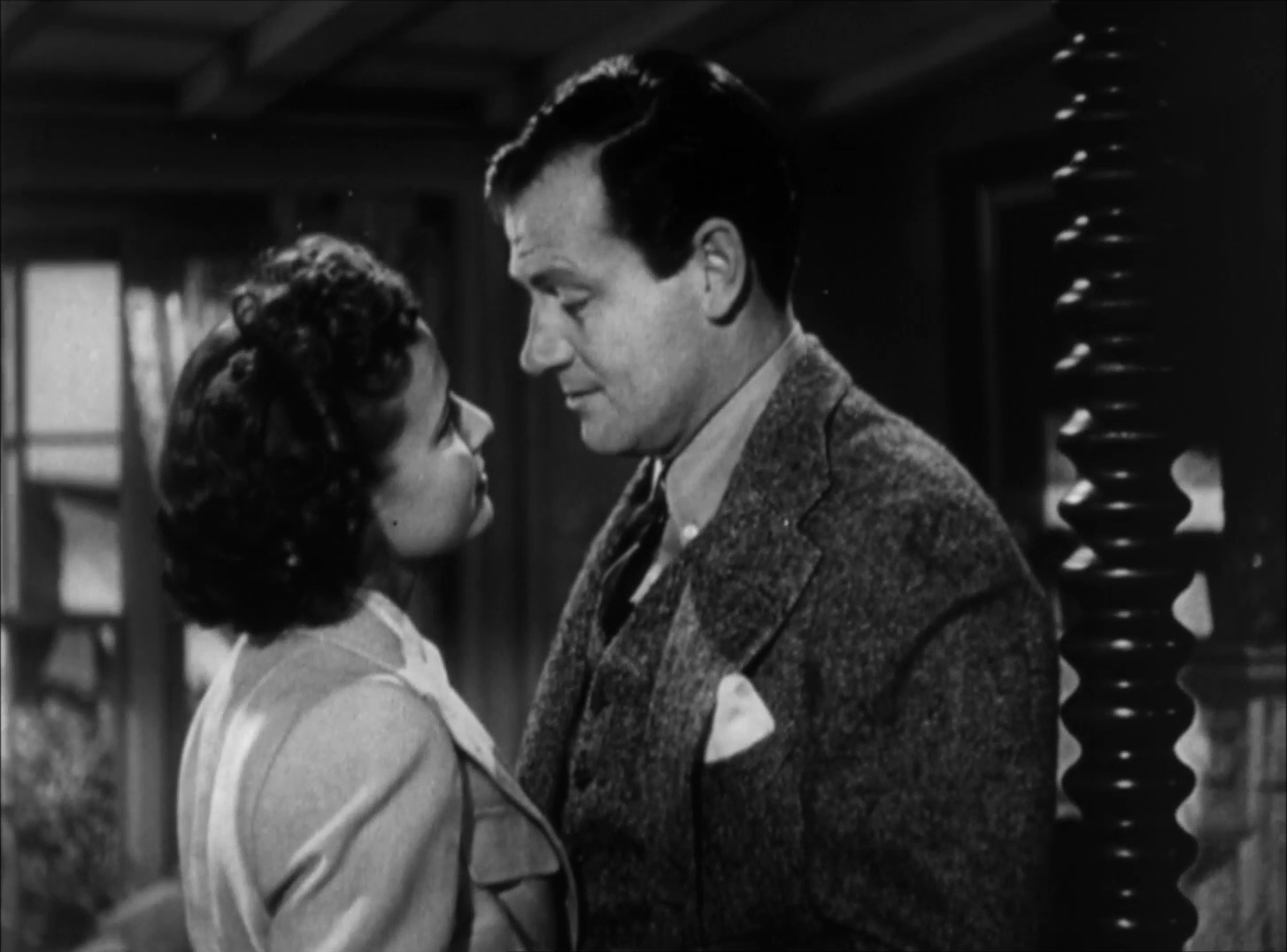
Joel McCrea como Johnny Jones Laraine Day como Carol Fisher
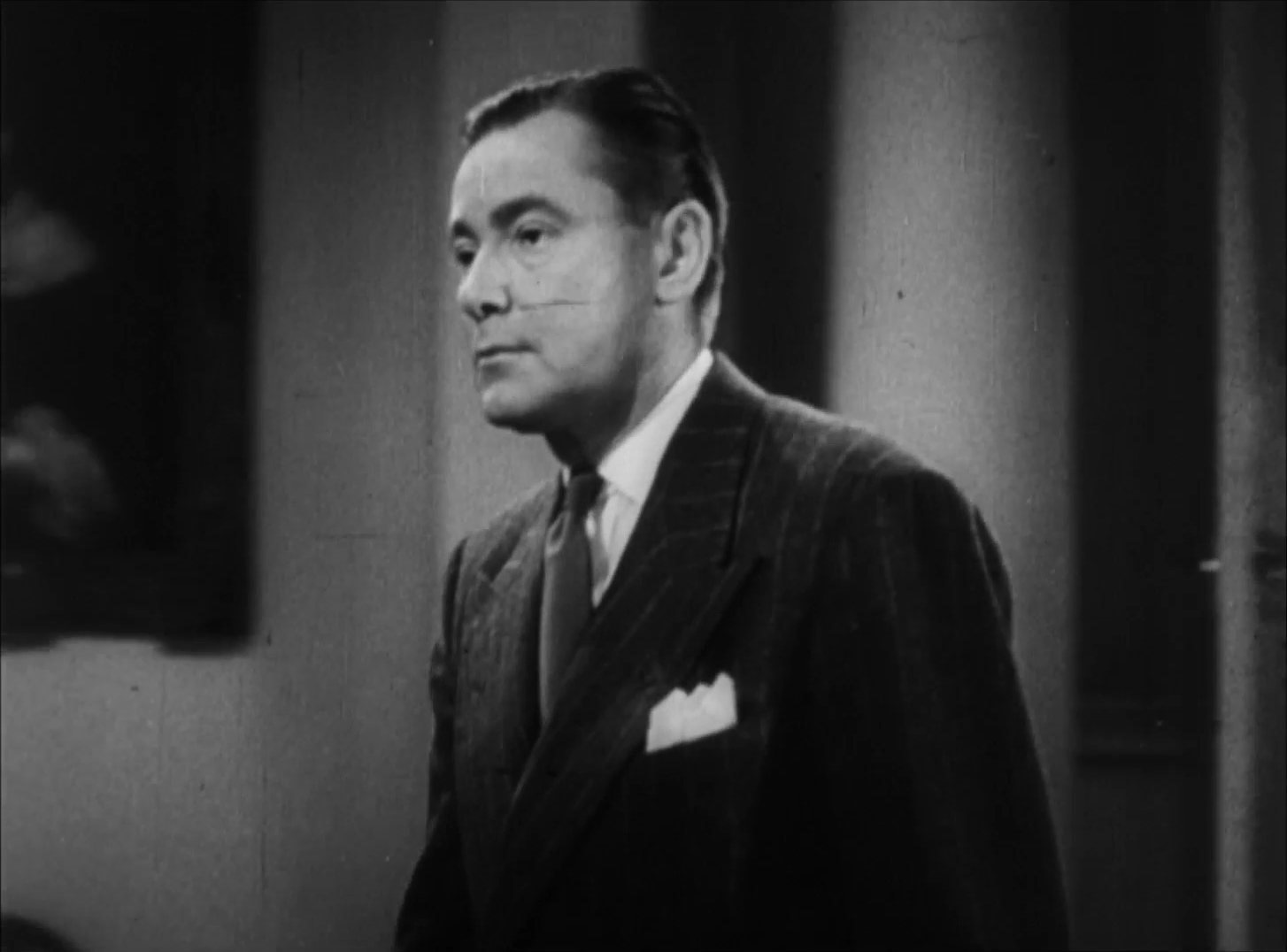
Herbert Marshall como Stephen Fisher
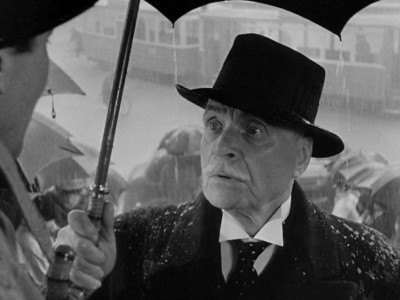
Albert Bassermann como Van Meer
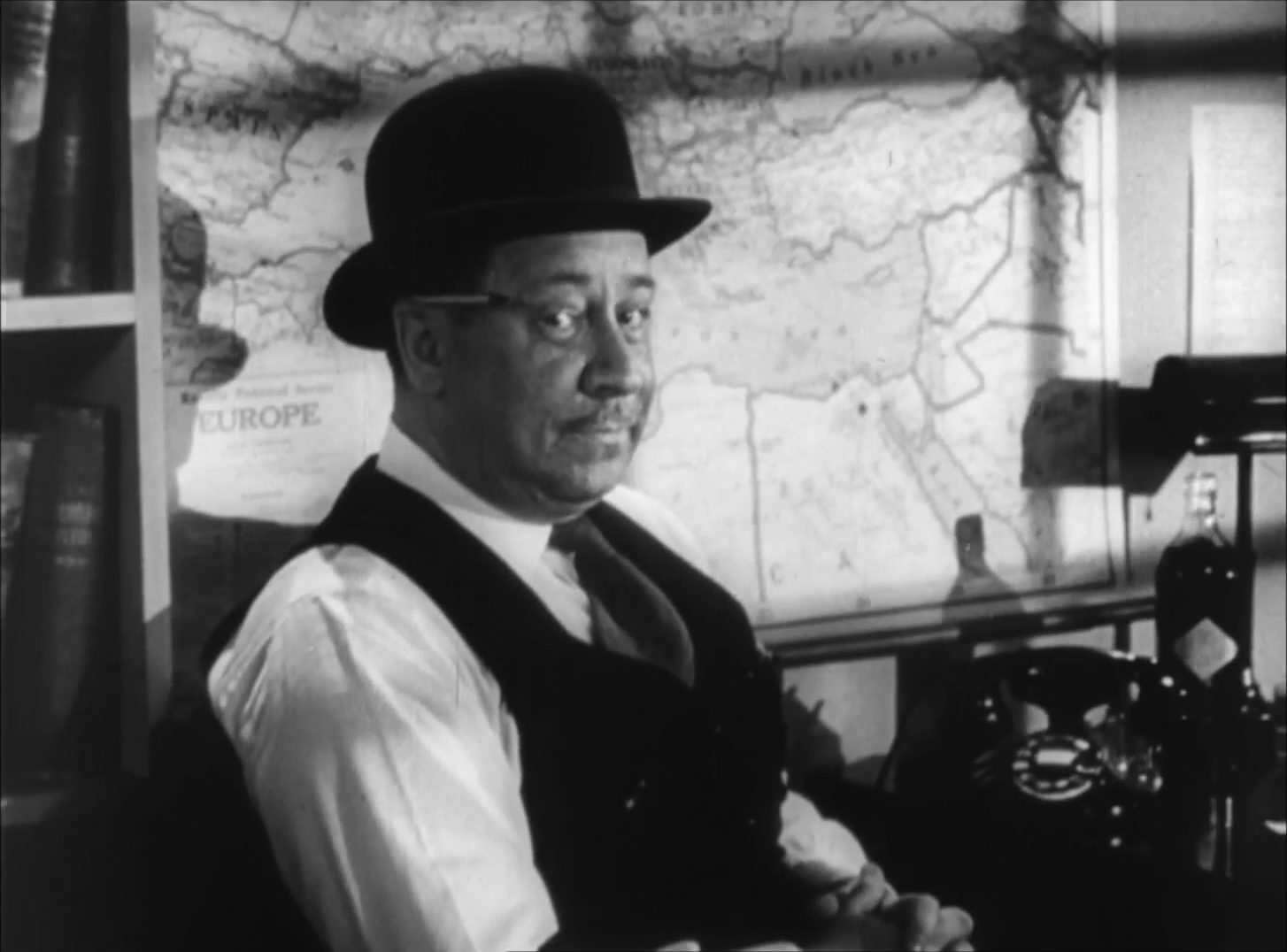
Robert Benchley como Stebbins

e mais:
- Edmund Gwenn .... Rowley
- Eduardo Ciannelli .... sr. Krug
- Harry Davenport .... sr. Powers
- Jane Novak[1]
- Crauford Kent.[2] Mestre de cerimõnias (não-creditado)

## Principais prêmios e indicações
Oscar 1941 (EUA)
- Indicado nas categorias de melhor filme, melhor ator coadjuvante (Albert Bassermann), melhor fotografia - preto e branco (Rudolph Maté), melhor direção de arte - preto e branco (Alexander Golitzen), melhores efeitos especiais (Paul Eagler - efeitos visuais, e Thomas T. Moulton - efeitos sonoros) e melhor roteiro original (Charles Bennett e Joan Harrison).

## Bastidores das filmagens
Alfred Hitchcock desejava que Gary Cooper interpretasse o personagem Johnny Jones, mas este recusou o convite por não estar interessado em estrelar um filme de suspense.
O jornalista, humorista e ator Robert Benchley obteve permissão para escrever suas próprias falas no filme.
O ator Albert Bassermann não sabia falar inglês na época das filmagens, e teve que aprender suas falas foneticamente.
Em suas clássicas aparições, o diretor Alfred Hitchcock surge em cena com pouco mais de 12 minutos, lendo um jornal e usando um chapéu.